# Walentin Iwanowitsch Sacharow
Walentin Iwanowitsch Sacharow (russisch Валентин Иванович Захаров, englische Transliteration Valentine Zakharov; * 9. August 1940) ist ein russischer theoretischer Physiker.
Sacharow studierte am Institut für Physikalische Technik in Moskau, wo er 1963 seinen Abschluss machte. 1966 erhielt er seinen sowjetischen Doktorgrad (entspricht im Westen der Habilitation) am Institut für Theoretische und Experimentelle Physik (ITEP) in Moskau, wo er danach als Wissenschaftler bis 1990 war. Danach ging er ans Max-Planck-Institut für Physik in München, war ab 1993 Professor an der University of Michigan in Ann Arbor und ab 1998 wieder am MPI in München.
Sacharow ist vor allem für seine Arbeiten mit Arkady Vainshtein und Michail Schifman über nichtstörungstheoretische Aspekte der Quantenchromodynamik (QCD) bekannt, zum Beispiel die nach ihnen benannte QCD-Summenregel (nach ihnen SVZ-Summenregel genannt).
1999 erhielt er mit Vainshtein und Schifman den Sakurai-Preis.